# Филепхаза
Филепхаза (мађ. Fülöpháza) је село у Мађарској. Филепхаза је насељено место у оквиру жупаније Бач-Кишкун.

## Локација
Суседна насеља су: Керекеђхаза са североистока, Балосег са југоистока, Агашеђхаза са југа и Филепсалаш и Сабадсалаш са запада.
Скоро половина његовог административног подручја, скоро цела област западно од његовог ужег дела града, је строго заштићено подручје које припада пешчаним динама Филепхазе (или брдско подручје Филепхазе) Националног парка Кишкуншаг.

## Историја
Подручје данашњег села је за време турске владавине опустело и постало је део равнице Керекеђхаза. Током самоослобођења округа Јаскун у 18. веку, кварт равнице Керекеђихаза која данас чини Фулофазу откупили су становници Фулопсзалласа и од тада је била у њиховом власништву. Крајем 19. века, када су укинуте самосталне степе, област је припојена селу власника.
Фулопхаза је основана као независно село 1948. године, одвојено од Филепсалаша.
Данас сеоски туризам цвета, а посетиоце чека неколико фарми.

## Становништво
Током пописа из 2011. године, 89,4% становника се изјаснило као Мађари, 1,6% као Немци, 0,2% као Румуни и 0,2% као Украјинци (9,7% се није изјаснило; због двојног идентитета, укупан број може бити већи од 100%). Верска дистрибуција је била следећа: римокатолици 44,7%, реформисани 21,2%, лутерани 1%, неденоминациони 10,2% (22,2% се није изјаснило).
У 2022. години, 90,9% становништва се изјаснило као Мађари, 1,6% као Немци, 0,2% као Словаци, 0,2% као Роми, 0,1% као Срби, 0,1% као Украјинци, 2% као други, недомаћински националности (8,1% се није изјаснило; због двоструког идентитета може бити 0%). Према њиховој религији, 31,9% су били римокатолици, 17,5% калвинисти, 1,9% лутерани, 0,1% гркокатолици, 0,1% православци, 1,4% остали хришћани, 1,7% остали католици, 11,1% неконфесионални (34,3% није одговорило).

## Атракције
- Фарма Магонија је прва фарма у Мађарској која је основана за туризам.
- Обод села је део Националног парка Кишкуншаг, где се налазе пешчане дине Филепхазе. Подручје је богато дивљим животињама.